# Unterseeboot UC-70
Pour les autres navires du même nom, voir Unterseeboot 70.
L'Unterseeboot UC-70 est un sous-marin (U-Boot) mouilleur de mines allemand de type UC II utilisé par la Kaiserliche Marine pendant la Première Guerre mondiale. Le U-boot a été commandé le 12 janvier 1916 et lancé le 7 août 1916. Il a été mis en service dans la marine impériale allemande le 20 novembre 1916 sous le nom de UC-70. Au cours de dix patrouilles, l'UC-70 a coulé 33 navires, soit par ses torpilles, soit par les mines qu’il a posées.
Le 28 août 1918, l'UC-70 est repéré immergé, posé sur le fond marin, et attaqué par un avion de patrouille maritime Blackburn Kangaroo du No. 246 Squadron de la Royal Air Force, puis il coulé par des charges de profondeur du destroyer britannique HMS Ouse,. L’épave est une épave protégée gérée par Historic England.

## Conception
Sous-marin de type UC II, l'UC-70 avait un déplacement de 415 tonnes en surface et de 498 tonnes en plongée. Il avait une longueur hors tout de 50,52 m, un maître-bau de 5,22 m et un tirant d'eau de 3,70 m. Le sous-marin était propulsé par deux moteurs diesel 6 cylindres à quatre temps produisant chacun 290 à 300 ch (210 à 220 kW), soit un total de 700 à 700 ch (430 à 440 kW), et par deux moteurs électriques produisant 700 ch (470 kW), actionnant deux arbres d'hélice.
Le sous-marin avait une vitesse maximale de 11,6 nœuds (21,5 km/h) en surface et de 7,3 nœuds (13,5 km/h) en immersion. Son autonomie était de de 8706 à 9450 milles marins (17040 à 17500 km) à 7 nœuds (13 km/h) en surface, et de 52 milles marins (96 km) à 4 nœuds (7,4 km/h) en immersion. Il lui fallait 48 secondes pour plonger, et il était capable d’opérer à une profondeur maximale de 50 mètres.
L'UC-70 était équipé de trois tubes lance-torpilles de 500 mm, un à l’arrière et deux à l’avant, avec sept torpilles, et d’un canon de pont de 8,8 cm SK L/30. Mais son arme principale était ses six puits de mine de 1000 mm portant dix-huit mines UC 200. Son effectif était de vingt-six membres d’équipage.

## Affectations
- Flottilles des Flandres / Flandern II : du 22 février 1917 au 28 août 1918

## Commandants
- Oberleutnant zur See Werner Fürbinger : du 22 novembre 1916 au 22 juin 1917
- Oberleutnant zur See Kurt Loch : du 15 avril au 8 juin 1918
- Oberleutnant zur See Karl Dobberstein : du 8 juin au 28 août 1918

## Perte
L'UC-70 a été coulé le 28 août 1918 au large de Whitby, Yorkshire, par des charges de profondeur, avec la perte des 31 membres d’équipage. L’épave a reçu le statut de protection par Historic England en 2017.

## Navires coulés
| Date            | Nom                             | Nationalité    | Tonnage | Destin    |
| --------------- | ------------------------------- | -------------- | ------- | --------- |
| 14 février 1917 | Marthe Yvonne                   | France         | 30      | Coulé     |
| 16 mars 1917    | Cordouan                        | France         | 28      | Coulé     |
| 16 mars 1917    | Margaret VI                     | France         | 852     | Endommagé |
| 17 mars 1917    | Alcide Marie                    | France         | 26      | Coulé     |
| 17 mars 1917    | Camille Emile                   | France         | 20      | Coulé     |
| 17 mars 1917    | Dieu Te Garde                   | France         | 30      | Coulé     |
| 17 mars 1917    | Juliette                        | France         | 29      | Coulé     |
| 17 mars 1917    | Louis XIV                       | France         | 44      | Coulé     |
| 17 mars 1917    | Notre Dame Du Perpétuel Secours | France         | 29      | Coulé     |
| 17 mars 1917    | Nozal                           | France         | 34      | Coulé     |
| 17 mars 1917    | Renee Islander                  | France         | 25      | Coulé     |
| 17 mars 1917    | Rupella                         | France         | 38      | Coulé     |
| 17 mars 1917    | Tasso                           | United Kingdom | 1859    | Coulé     |
| 18 mars 1917    | Madone                          | France         | 31      | Coulé     |
| 18 mars 1917    | Entente Cordiale                | France         | 22      | Coulé     |
| 18 mars 1917    | Félicite Albert                 | France         | 32      | Coulé     |
| 18 mars 1917    | Hyacinthe Yvonne                | France         | 43      | Coulé     |
| 19 mars 1917    | Bergsli                         | Norvège        | 2133    | Coulé     |
| 19 mars 1917    | Michel                          | France         | 1773    | Coulé     |
| 24 mars 1917    | Tapir                           | France         | 200     | Coulé     |
| 16 avril 1917   | Eduard                          | United Kingdom | 476     | Coulé     |
| 17 avril 1917   | Nirvana                         | United Kingdom | 6021    | Endommagé |
| 30 avril 1917   | Eden                            | Norvège        | 1304    | Coulé     |
| 7 mai 1917      | Lowmount                        | United Kingdom | 2070    | Coulé     |
| 18 mai 1917     | C.E.C.G.                        | United Kingdom | 47      | Coulé     |
| 18 mai 1917     | Dromore                         | United Kingdom | 268     | Coulé     |
| 23 mai 1917     | Begona N°3                      | Espagne        | 2,699   | Coulé     |
| 27 mai 1917     | Général De Boisdeffre           | France         | 2,195   | Coulé     |
| 28 mai 1917     | Ancona                          | United Kingdom | 1168    | Coulé     |
| 27 mai 1918     | Wayside Flower                  | United Kingdom | 21      | Coulé     |
| 28 mai 1918     | Coronation                      | United Kingdom | 19      | Coulé     |
| 4 juin 1918     | Cento                           | United Kingdom | 3,708   | Endommagé |
| 9 juillet 1918  | Frederika                       | Pays-Bas       | 91      | Coulé     |
| 17 juillet 1918 | Elin                            | Norvège        | 139     | Endommagé |
| 21 juillet 1918 | Genesee                         | United Kingdom | 2830    | Endommagé |
| 21 juillet 1918 | Mongolian                       | United Kingdom | 4892    | Coulé     |
| 23 juillet 1918 | Boorara                         | Australie      | 6570    | Endommagé |
| 24 juillet 1918 | Kilkis                          | Grèce          | 4302    | Coulé     |
| 26 juillet 1918 | Ango                            | France         | 7393    | Endommagé |
| 28 août 1918    | Giralda                         | United Kingdom | 1100    | Coulé     |